# Andras ungar
Andras ungar (originaltitel: Somebody Else's Kids) är en bok 1981 skriven av Torey Hayden.
Torey Hayden, som är barnpsykolog, beskriver i denna bok sitt arbete och liv under en termin då hon arbetar som speciallärare på en skola. Hon stöter på en massa olika problem i arbetes- och vardagslivet. Under de första veckorna i skolan har hon endast en elev. 
En autistisk pojke som heter Boothe är nästintill okontaktbar och han lever verkligen sitt eget liv. Han kan uttrycka sig genom att klä av sig naken och springa omkring i salen. Det enda han egentligen säger är gamla väderleksrapporter och sportreferat. Boothes största intresse är egentligen att sitta framför terrariet och titta på ormen som ligger där och vilar.
Nästa elev är som boken handlar om är, Lori en ung tjej som under sina uppväxtår blev kraftigt misshandlad. Denna misshandel gav henne en skallskada som ledde till att flisor av skallbenet skadade hjärnan och därför hämmar hennes inlärning i läsning i den grad att det närmast liknar alexi. Lori hamnar i specialklassen då hennes lärarinna, Edna, gör henne till åtlöje inför klassen och mer eller mindre idiotförklarar henne. Lori är en otroligt varm och social liten tjej som får människor runt omkring henne att tänka om.
En dag kliver en våldsam och hatisk kille in genom klassdörren. Det är Tomaso, en ung kille som har mexikanskt ursprung och såg sin far mördas under tidig ålder. Han flyttar nu runt i olika stater och skolor och har väldigt svårt att lita på någon. Han lever i en sorts fantasivärld, där hans far en dag ska komma och ta honom tillbaka till Spanien. Tomaso och Lori finner varandra under tiden och man kommer att märka stora förändringar med dessa.
Den sista eleven är en blyg tolvårig tjej som blivit förflyttad från en sträng katolsk skola, eftersom hon blivit gravid. Claudia är mycket tystlåten och fast bestämd att behålla sitt barn. Man märker snart att hon saknar kärlek, och nu ser hon sin chans att få ge den kärlek hon inte fått av sina föräldrar. Detta blir ett problem under tiden i klassrummet. 
Hayden ger allt för dessa fyra barn, vilket resulterar i att hennes privatliv blir påverkat och att hennes förhållande med Joc stöter på en massa problem. Hon verkar inte tänka på något annat än ”sina” barn i skolan.